# Phaonia sparsicilium
Phaonia sparsicilium este o specie de muște din genul Phaonia, familia Muscidae, descrisă de Xue și Wang în anul 2009.
Este endemică în Tibet. Conform Catalogue of Life specia Phaonia sparsicilium nu are subspecii cunoscute.